# ミヤマジュズスゲ
ミヤマジュズスゲ Carex dissitiflora Franch. はカヤツリグサ科スゲ属の植物の1つ。 全体に鮮やかな緑の柔らかい草で、まばらな細長い穂をつける。時折果胞内から小穂を出すという特殊な性質がある。

## 特徴
全体に柔らかな夏緑性の多年生草本。匍匐枝は出さず、まとまった株を作るが、大きな株にはならない。花茎は長さ40-80cmに達し、葉はそれより長くない。葉は柔らかくて幅3-7mmほどになり、滑らか。鮮緑色をしている。基部の鞘は赤褐色から黒褐色に色づき、繊維状に細かく裂ける。
花期は4-6月。花茎は滑らかで全部で4-6個の小穂があり、各節から1ないし2個の小穂が出て、いずれもが雄雌性、つまり先端側に雄花部がある。苞は基部に長い鞘があり、葉身部は下方のものでは葉状によく発達して長さ5-15cmに達するが、花茎の長さを超えない。小穂は長さ2-4cm、全体に淡緑色で線柱形をしており、先端部は線形の雄花部でこの部分は短く、それ以下に雌花をやや間を空けてつける。また側小穂では雌花の果胞の中から柄が伸び出してその先に簡単な小穂を作るのが時折見られる。
雄花鱗片は半透明か、稀に褐色を帯び、先端は尖る。雌花鱗片は白みを帯びるか褐色を帯びて、先端は尖る。果胞は雌花鱗片より長く、全体に披針形で長さ10-12mm、幅1.3-1.6mmと細長く、表面は滑らかで稜の間には細かい脈が多く、先端はとても長い嘴となり、その先端の口は斜めに切り落とした形となっている。痩果は緩やかに果胞に包まれており、楕円形で長さ2.7-3.5mm、幅1-1.2mm、基部には短い柄がある。柱頭は三つに裂ける。

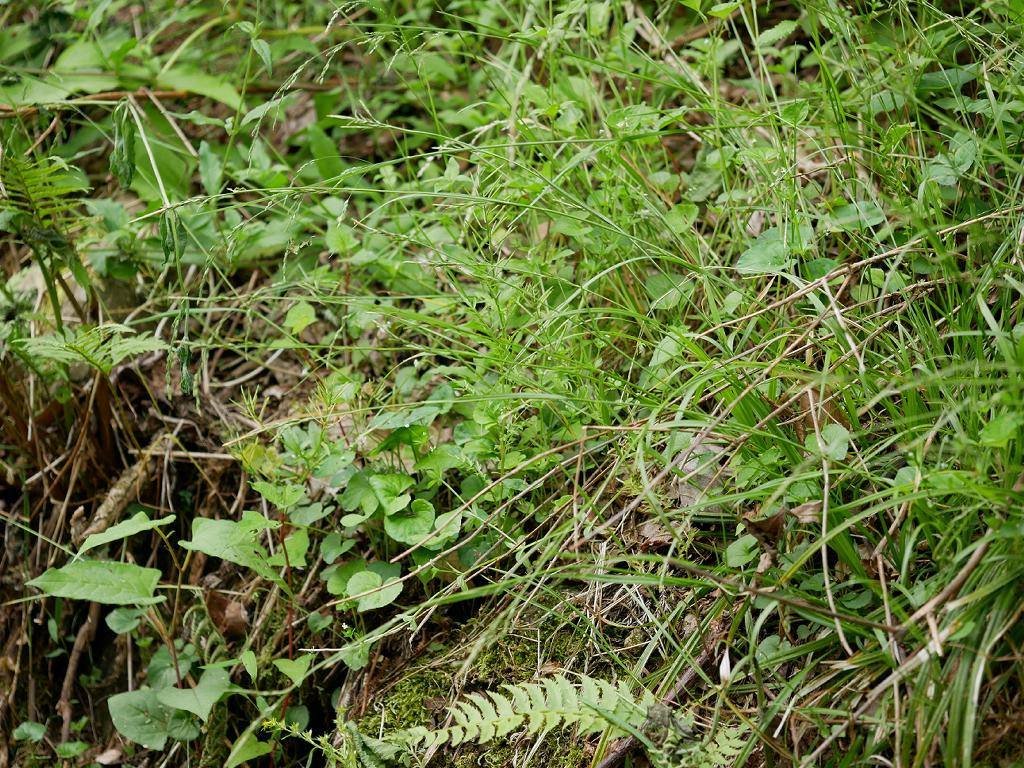
まとまって生えている様子
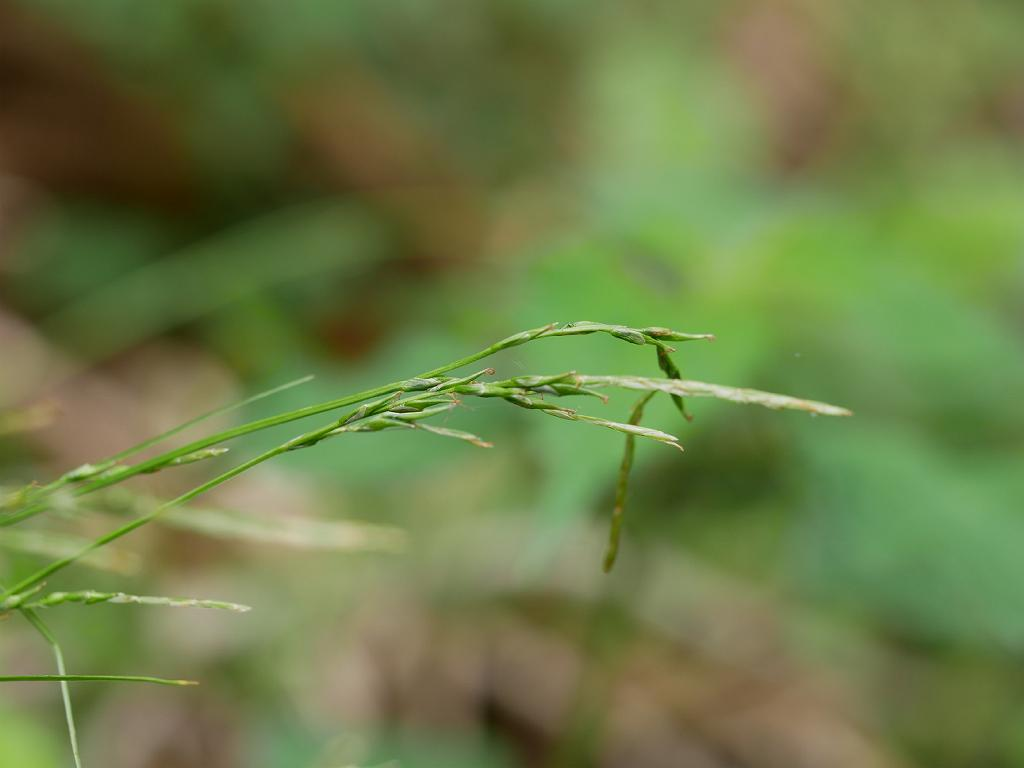
小穂の拡大
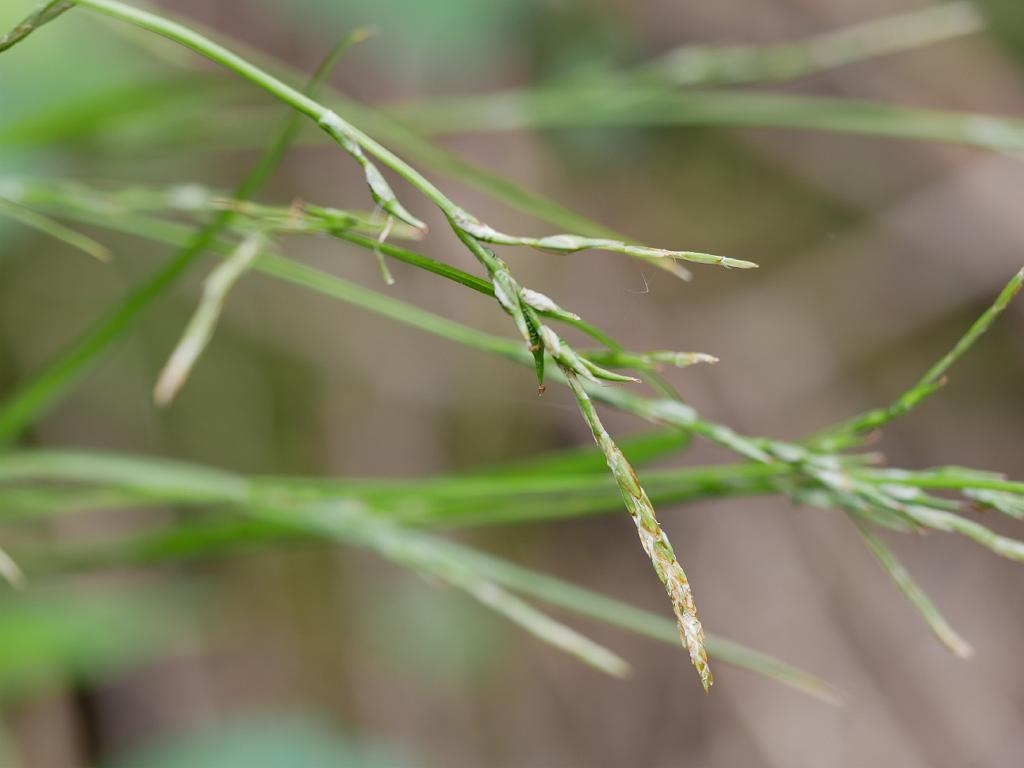
中程の果包から雄小穂が伸び出している

### 果胞内から小穂を出す例について
本種では上記のように果胞の中から枝が伸びてその先端に小穂をつける例が知られる。このことは果胞の意味づけを考える上で重視される。果胞はスゲ属の雌花に於いて、花の構造である雌しべを包む壷状の構造で、その外側にある鱗片と共にスゲ属の雌小花を構成するものであるが、鱗片の内側、雌蘂の外側という位置から花被に由来するものと一見では思われがちである。しかし本種のように果胞の内側の雌花の基部から枝が出て新たな小穂を形成する例は、果胞が花のつく枝の基部にある構造であることを強く示唆する。近縁の群ではヒゲハリスゲ属では雌小花は背面が大きく裂けた鱗片状の構造に包まれ、その内側、雌小花の基部からは雄小花を複数(時に0)付けた枝が出る。この形は本種で果胞の中から雄小穂が出る姿と対応し、このことからこの前葉が口を閉じて果胞に変化したものであることがわかる。

## 分布と生育環境
日本では北海道、本州、四国、九州から知られ、他に南千島にも分布がある。星野他(2011)にはこの中で南千島の記録がなく、日本固有となっている。
森林のやや湿った林床や林縁に生える。

## 分類・類似種など
本種は小穂が雄雌性で苞に鞘があり、果胞は大きくて先が尖り、柱頭が3裂するなど多分に独特な点が多く、本種1種だけをミヤマジュズスゲ節 Sect. Mundae としている。従ってそのような点で似ているものはない。ただしヤマジスゲ C. bostrychostigma はやはり嘴の長い果胞をつけ、全体に本種と似ている。違いとしてはこの種では頂小穂が雄性、側小穂が雌性であり、その点では標準的なスゲの形となっている。
なお、この種は花がない株では雰囲気がスゲ類らしくなく、イネ科植物と間違えかねないとのこと。
名前の上ではジュズスゲ、コジュズスゲなど類似のものがあるが、本種とは似ておらず、またこれらの種間でもさほどの類似性はない。あえていえば小穂が大型で細長く尖っている点くらいである。

## 保護の状況
環境省のレッドデータブックには取り上げられていないが、府県別の状況では14の府県で何らかの指定がある。特におおむね千葉県から滋賀県の南、佐賀県を結ぶ太平洋岸の線上にレベルの高い指定の地域が並んでおり、これが分布の南限域に当たるもののようである。この地域では産地も個体も少ないようで神奈川県や愛媛県でそのような言及が見られる。